# Giraldilla 2010
Die Giraldilla 2010 (auch Cuba International 2010 genannt) im Badminton fanden vom 25. bis zum 28. März 2010 in Havanna statt.

## Sieger und Platzierte
| Disziplin    | Gold                              | Silber                               | Bronze                                     |
| ------------ | --------------------------------- | ------------------------------------ | ------------------------------------------ |
| Herreneinzel | Osleni Guerrero                   | Alexander Hernández                  | Ernesto Reyes                              |
| Herreneinzel | Osleni Guerrero                   | Alexander Hernández                  | Ary Trisnanto                              |
| Dameneinzel  | Siti Anida Lestari Quryantin      | María Hernández                      | Nikte Sotomayor                            |
| Dameneinzel  | Siti Anida Lestari Quryantin      | María Hernández                      | Mislenis Chaviano Morata                   |
| Herrendoppel | Berry Angriawan Muhammad Ulinnuha | Osleni Guerrero Alexander Hernández  | Ediel García Ernesto Reyes                 |
| Herrendoppel | Berry Angriawan Muhammad Ulinnuha | Osleni Guerrero Alexander Hernández  | Pablo Aguilar Renzo Mini                   |
| Damendoppel  | Hudiono Aurien Claudia Ni Made    | Yudmila Capdevila María L. Hernández | Mislenis Chaviano Maylien Hernández        |
| Damendoppel  | Hudiono Aurien Claudia Ni Made    | Yudmila Capdevila María L. Hernández | Elvira Baños Tahimara Oropeza              |
| Mixed        | Berry Angriawan Claudia Ni Made   | Muhammad Ulinnuha Hudiono Aurien     | Osleni Guerrero María Hernández            |
| Mixed        | Berry Angriawan Claudia Ni Made   | Muhammad Ulinnuha Hudiono Aurien     | Ary Trisnanto Siti Anida Lestari Quryantin |